# FH Serpentis
FH Serpentis (FH Ser) war eine Nova, die 1970 im Sternbild Schlange erschien. FH Serpentis erreichte im visuellen eine maximale scheinbare Helligkeit von 4,4 mag und ist ungefähr 3.000 Lichtjahre (950 pc) von der Erde entfernt. Der Namensteil „FH“ folgt den Regeln zur Benennung veränderlicher Sterne und besagt, dass FH Serpentis der 172te veränderliche Stern ist, der im Sternbild Schlange entdeckt wurde.

## Bedeutung
FH Ser wurde als „Rosetta stone of nova energetics“ - „Stein von Rosetta der Nova-Physik“ (Gallagher 1977) bezeichnet, weil die Beobachtungen dieser Nova über einen großen Wellenlängenbereich aufzeigten, dass ein Nova-Ausbruch wesentlich komplexer ist, als dies bisher durch Beobachtungen von "klassischen" Novae angenommen wurde.
FH Ser war eine der ersten Novae, die zugleich im Optischen, fernen Ultraviolett, fernen Infrarot und Radiowellenbereich beobachtet wurde. Diese Beobachtungen führte zur Entdeckung unerwarteter Phänomene, wie z. B. das Maximum im Infraroten 100 Tage nach dem Ausbruch (eine Eigenschaft, die möglicherweise bei anderen Novae mit ähnlichen Lichtkurven üblich ist) oder die Konstanz der bolometrischen Leuchtkraft für die ersten beiden Monate nach dem optischen Maximum.

## Koordinaten
Bezogen auf Äquinoktium J2000.0
- Rektaszension: 18h 30m 46s.80
- Deklination: +02°36' 50".4